# لويز جونيور (لاعب كرة قدم)
لويز جونيور (بالبرتغالية: Luiz Júnior‏) هو لاعب كرة قدم برازيلي، ولد في 14 يناير 2001.

## وصلات خارجية
- لويز جونيور (لاعب كرة قدم) على موقع قاعدة بيانات كرة القدم.إي يو (الإنجليزية)
- لويز جونيور (لاعب كرة قدم) على موقع Soccerway.com (الإنجليزية)